# 町方站
町方站（日语：／ Machikata eki */?）是位於愛知縣愛西市町方町南堤外 ，名古屋鐵道（名鐵）的尾西線車站。車站編號為「BS01」。

## 歷史
- 1924年（大正13年）10月1日 - 兼平站啟用[1]。
- 1944年（昭和19年） - 車站暫停服務。
- 1959年（昭和34年）7月1日 - 車站遷移並重開，同時車站改名為町方站。在重開時為無人車站[2]。
- 1972年（昭和47年）4月1日 - 隨著津島至六輪之間雙線化，月台位置變更（千鳥式月台）。
- 2008年（平成20年）
  - 3月10日 - 津島方向月台位置再次變更（相對式月台）。
  - 3月14日 - 車站可以使用「Tranpass」。
- 2011年（平成23年）2月11日 - 車站可以使用「manaca」IC卡。
- 2012年（平成24年）2月29日 - 車站不再可以使用「Tranpass」。

## 車站構造
車站是一座地面車站，設有2面2線的相對式月台。
從前此站的月台以千鳥式配置，當時的月台配置為2面2線的單式月台，兩月台之間設有平交道。在2008年（平成20年）3月10日首班車起變為相對式月台。
各月台上各自設有車站大樓。在2008年（平成20年）3月11日起設置了自動閘機、自動售票機和自動補票機。

### 月台
| 月台 | 路線                     | 方向 | 目的地       | 備註                                         |
| ---- | ------------------------ | ---- | ------------ | -------------------------------------------- |
| 1    | 尾西線（名鐵一宮〜津島） | 下行 | 名鐵一宮方向 | 舉行尾張津島天王祭之際，部分列車前往森上     |
| 2    | 尾西線（名鐵一宮〜津島） | 上行 | 津島方向     | 平日早上設有經津島前往須口、名古屋方向的班次 |

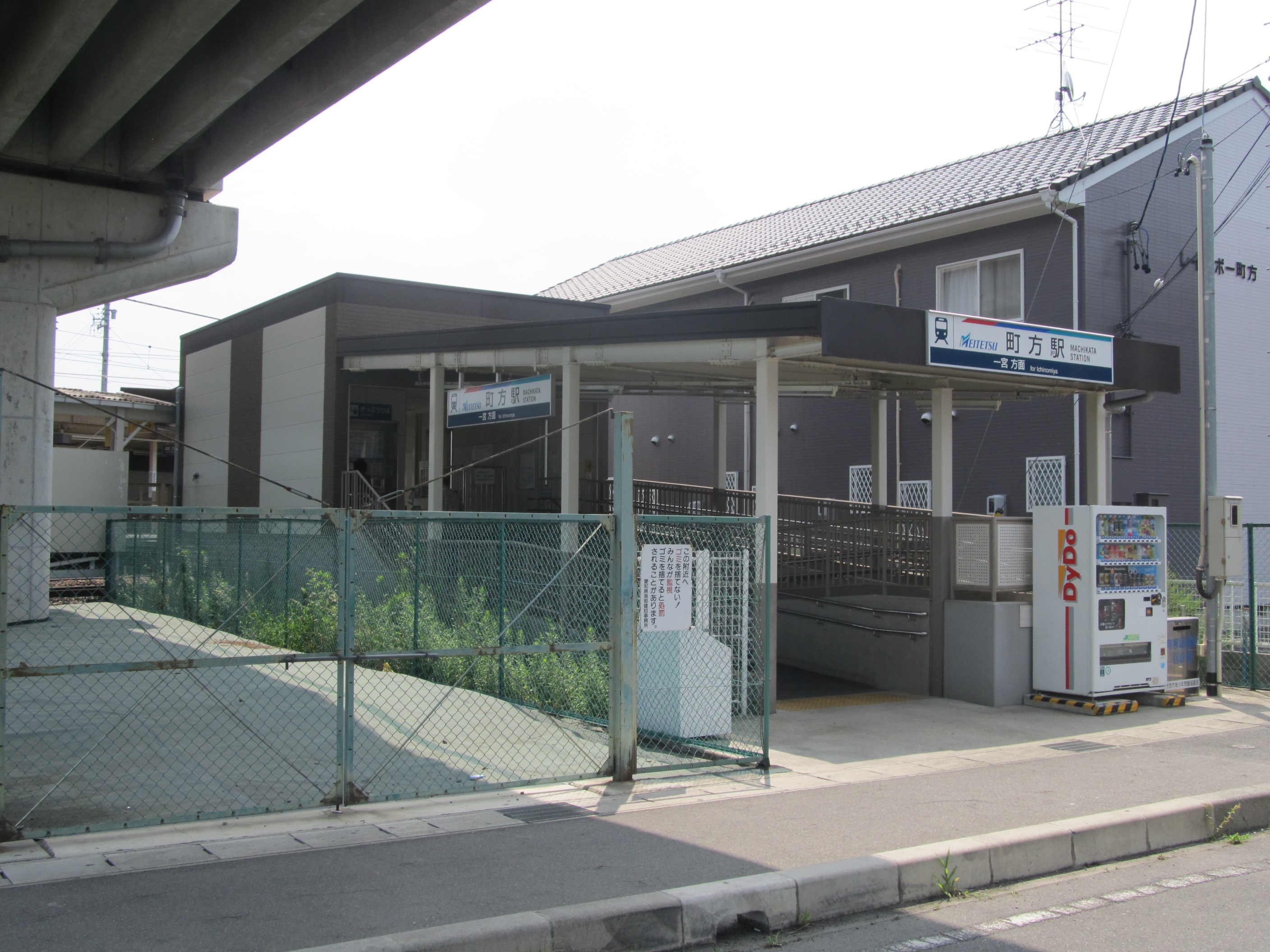
一宮方向車站大樓
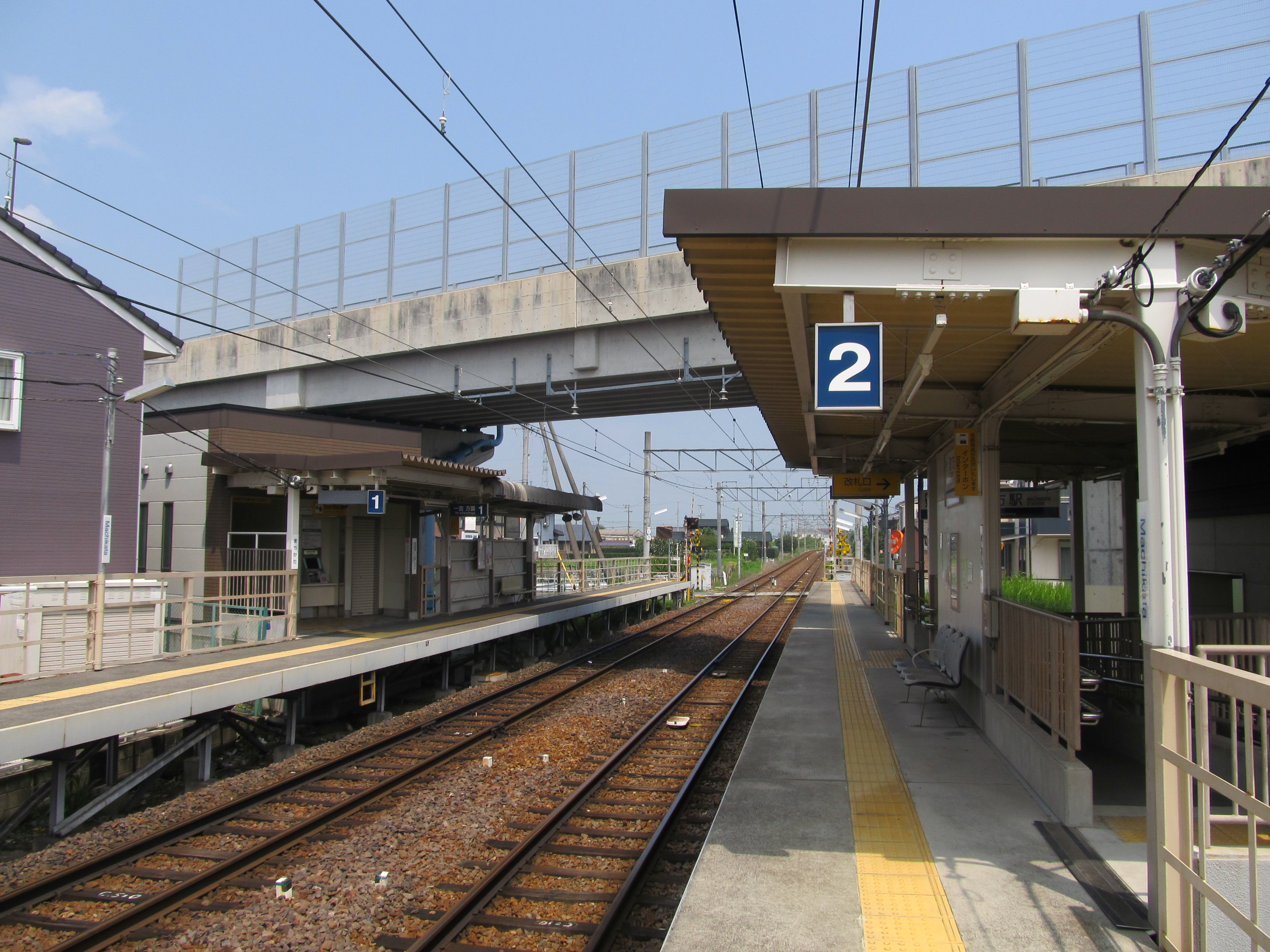
月台

### 配線圖
| ← 一宮方向      | 町方站 站內配線略圖 | → 津島方向 |
| 图例 参考文献： |                     |            |

## 使用狀況
- 在中提及在2013年度，當時1日平均上下車人次為1,329人，為名鐵所有車站（275站）排名第204，尾西線（22站）中排名第14[7]。
- 在中提及在1992年度，當時1日平均上下車人次為1,563人，為除岐阜市內線均一車費區間內各站（岐阜市內線、田神線、美濃町線徹明町站至琴塚站之間）外名鐵所有車站（342站）中排名第188，尾西線（23站）中排名第10[8]。
- 在《稻澤之統計》中，以下為1日平均上下車人次變化[9]。
- 在《愛知統計年鑑》中提及2010年度的一日平均乘車人次為629人。
- 根據《愛西市之統計》和《移動等円滑化取組報告書》，以下為各年度1日平均上下車人次列表[10][11]。

| 年度   | 1日平均 上下車人次 |
| ------ | ------------------ |
| 2002年 | 1,071              |
| 2003年 | 1,046              |
| 2004年 | 1,015              |
| 2005年 | 1,046              |
| 2006年 | 1,119              |
| 2007年 | 1,116              |
| 2008年 | 1,250              |
| 2009年 | 1,236              |
| 2010年 | 1,262              |
| 2011年 | 1,288              |
| 2012年 | 1,310              |
| 2013年 | 1,329              |
| 2014年 | 1,279              |
| 2015年 | 1,321              |
| 2016年 | 1,344              |
| 2017年 | 1,338              |
| 2018年 | 1,340              |
| 2019年 | 1,301              |

## 車站周邊
- 愛知縣立津島北高等學校（日语：愛知県立津島北高等学校）
- 義津屋（日语：ヨシヅヤ）津島北臺

## 相鄰車站
名古屋鐵道
 尾西線
津島（TB07）－町方（BS01）－六輪（BS02）

## 註腳
1. ↑  「地方鉄道駅設置並営業哩程変更」『官報』1924年10月16日（國立國會圖書館數碼化料）
2. ↑  寺田裕一. . Neko出版. 2013: 257. ISBN 978-4777013364 （日语）.
3. ↑  清水武、神田年浩（解說），1999年3月，《尾西線の100年　保存版》，鄉土出版社  ISBN 4-87670-118-0  p.150.
4. ↑  町方駅 - 電車のご利用案内 （页面存档备份，存于）（日語），2019年3月23日參閲
5. 1 2  駅時刻表：名古屋鉄道・名鉄バス （页面存档备份，存于）（日語），2019年3月23日參閲
6. ↑  電氣車研究會，『鐵道畫刊』通卷第816號 2009年3月 臨時特刊號 「特集 - 名古屋鉄道」，卷末附有「名古屋鉄道 配線略図」
7. ↑  名鐵120年史編纂委員會事務局（編）. . 名古屋鐵道. 2014: 160–162 （日语）.
8. ↑  名古屋鐵道廣報宣傳部（編）. . 名古屋鐵道. 1994: 651–653 （日语）.
9. ↑  稲沢の統計2021 （页面存档备份，存于）（日語） - 稻澤市
10. ↑  愛西市の統計 （页面存档备份，存于）（日語） - 愛西市
11. ↑   (PDF). 名古屋鉄道.   [2020-11-27]. （原始内容存档 (PDF)于2021-01-22） （日语）.

## 外部連結
- 町方 - 名古屋鐵道